# 西アジアサッカー選手権2012
西アジアサッカー選手権2012は、2012年12月8日から12月20日にかけて、クウェートで開催された第7回目の西アジアサッカー選手権である。シリアが初優勝を果たした。

## 試合会場
| クウェートシティ                           | ジャリーブ・アッ＝シュユーフ                 |
| ------------------------------------------ | -------------------------------------------- |
| アル・サダーカ・ワル・サラーム・スタジアム | アリー・サバーハ・アッ＝サーリム・スタジアム |
| 収容人数: 21,500人                         | 収容人数: 10,000人                           |
|                                            |                                              |

## 出場国
| - バーレーン - イラン - イラク | - ヨルダン - クウェート - レバノン | - オマーン - パレスチナ - サウジアラビア | - シリア - イエメン |

注
- 不参加:  カタール[2]
- 参加辞退:  アラブ首長国連邦

## 組み合わせ抽選
グループリーグの抽選会は2012年9月16日にクウェートシティで行われた。抽選の際のシード順は2012年9月のFIFAランキングによって決定された。参加国11チームは3グループに分かれ、グループリーグを戦う。各グループ首位チームと、2位チームのうち成績最上位のチームが準決勝に進出する。
| ポット1                                                 | ポット2                              | ポット3               | ポット4                        |
| ------------------------------------------------------- | ------------------------------------ | --------------------- | ------------------------------ |
| クウェート (開催国・前回大会優勝国) · イラン · イラク · | ヨルダン · オマーン · サウジアラビア | バーレーン · レバノン | シリア · パレスチナ · イエメン |

## グループリーグ

### グループ A
| 順 | チーム     | 試 | 勝 | 分 | 敗 | 得 | 失 | 差 | 点 |
| -- | ---------- | -- | -- | -- | -- | -- | -- | -- | -- |
| 1  | オマーン   | 3  | 2  | 0  | 1  | 4  | 2  | +2 | 6  |
| 2  | クウェート | 3  | 2  | 0  | 1  | 4  | 4  | 0  | 6  |
| 3  | パレスチナ | 3  | 1  | 0  | 2  | 3  | 4  | −1 | 3  |
| 4  | レバノン   | 3  | 1  | 0  | 2  | 2  | 3  | −1 | 3  |

| 2012年12月8日 17:25 |

| クウェート                                       | 2 - 1    | パレスチナ      |
| アッ＝スライマーン 2分 · アル＝ムタウワ 6分 (PK) | レポート | ヌーマン 45+1分 |

| アル・サダーカ・ワル・サラーム・スタジアム（クウェートシティ） 観客数: 1,500人 主審: アリ・サバー・アッダイ |

| 2012年12月8日 19:30 |

| オマーン | 0 - 1    | レバノン      |
|          | レポート | ハイダル 11分 |

| アリー・サバーハ・アッ＝サーリム・スタジアム（ジャリーブ・アッ＝シュユーフ） 観客数: 2,000人 主審: ムハンマド・アブドゥッラー・ハッサン・モハメド |

| 2012年12月11日 17:25 |

| クウェート | 0 - 2    | オマーン              |
|            | レポート | サイード 36分, 45+2分 |

| アル・サダーカ・ワル・サラーム・スタジアム（クウェートシティ） 観客数: 1,400人 主審: ナセル・アル・ガファリ |

| 2012年12月11日 19:30 |

| レバノン | 0 - 1    | パレスチナ            |
|          | レポート | アブーガルクード 74分 |

| アリー・サバーハ・アッ＝サーリム・スタジアム（ジャリーブ・アッ＝シュユーフ） 観客数: 2,000人 主審: コ・ヒョンジン |

| 2012年12月14日 17:25 |

| クウェート                   | 2 - 1    | レバノン        |
| ナーセル 8分 · ハミース 79分 | レポート | アトウィー 61分 |

| アル・サダーカ・ワル・サラーム・スタジアム（クウェートシティ） 観客数: 4,000人 主審: アリ・サバーハ・アッダイ |

| 2012年12月14日 17:25 |

| オマーン                               | 2 - 1    | パレスチナ    |
| アッ＝スィヤービー 5分 · サイード 34分 | レポート | ザアトラ 40分 |

| アリー・サバーハ・アッ＝サーリム・スタジアム（ジャリーブ・アッ＝シュユーフ） 観客数: 500人 主審: 東城穣 |

### グループ B
| 順 | チーム         | 試 | 勝 | 分 | 敗 | 得 | 失 | 差 | 点 |
| -- | -------------- | -- | -- | -- | -- | -- | -- | -- | -- |
| 1  | バーレーン     | 3  | 2  | 1  | 0  | 2  | 0  | +2 | 7  |
| 2  | イラン         | 3  | 1  | 2  | 0  | 2  | 1  | +1 | 5  |
| 3  | サウジアラビア | 3  | 1  | 1  | 1  | 1  | 1  | 0  | 4  |
| 4  | イエメン       | 3  | 0  | 0  | 3  | 1  | 4  | −3 | 0  |

| 2012年12月9日 17:25 |

| イラン | 0 - 0    | サウジアラビア |
|        | レポート |                |

| アル・サダーカ・ワル・サラーム・スタジアム（クウェートシティ） 観客数: 1,200人 主審: 東城穣 |

| 2012年12月9日 19:30 |

| バーレーン        | 1 - 0    | イエメン |
| オクウンワネ 87分 | レポート |          |

| アリー・サバーハ・アッ＝サーリム・スタジアム（ジャリーブ・アッ＝シュユーフ） 観客数: 150人 主審: アリー・サッバーグ |

| 2012年12月12日 17:25 |

| イラン | 0 - 0    | バーレーン |
|        | レポート |            |

| アル・サダーカ・ワル・サラーム・スタジアム（クウェートシティ） 観客数: 1,000人 主審: マスウード・トゥファーイレ |

| 2012年12月12日 19:30 |

| イエメン | 0 - 1    | サウジアラビア |
|          | レポート | オタイフ 38分  |

| アリー・サバーハ・アッ＝サーリム・スタジアム（ジャリーブ・アッ＝シュユーフ） 観客数: 1,000人 主審: バンジャル・アッ＝ドーサリー |

| 2012年12月15日 17:25 |

| イラン                                | 2 - 1    | イエメン         |
| O.ナザリー 41分 · Y.キャリーミー 53分 | レポート | Al-Worafi 45+1分 |

| アル・サダーカ・ワル・サラーム・スタジアム（クウェートシティ） 観客数: 500人 主審: アリー・サッバーグ |

| 2012年12月15日 17:25 |

| バーレーン        | 1 - 0    | サウジアラビア |
| オクウンワネ 77分 | レポート |                |

| アリー・サバーハ・アッ＝サーリム・スタジアム（ジャリーブ・アッ＝シュユーフ） 観客数: 200人 主審: ナセル・アル・ガファリ |

### グループ C
| 順 | チーム   | 試 | 勝 | 分 | 敗 | 得 | 失 | 差 | 点 |
| -- | -------- | -- | -- | -- | -- | -- | -- | -- | -- |
| 1  | シリア   | 2  | 1  | 1  | 0  | 3  | 2  | +1 | 4  |
| 2  | イラク   | 2  | 1  | 1  | 0  | 2  | 1  | +1 | 4  |
| 3  | ヨルダン | 2  | 0  | 0  | 2  | 1  | 3  | −2 | 0  |

| 2012年12月10日 17:25 |

| イラク        | 1 - 0    | ヨルダン |
| アフマド 62分 | レポート |          |

| アリー・サバーハ・アッ＝サーリム・スタジアム（ジャリーブ・アッ＝シュユーフ） 観客数: 1,600人 主審: アリー・シャアバーン |

| 2012年12月13日 17:25 |

| イラク              | 1 - 1    | シリア                |
| イブラーヒーム 11分 | レポート | アッ＝ドゥーニー 48分 |

| アル・サダーカ・ワル・サラーム・スタジアム（クウェートシティ） 観客数: 1,300人 主審: モハメド・アブドゥッラー・ハッサン・モハメド |

| 2012年12月16日 17:25 |

| ヨルダン              | 1 - 2    | シリア                      |
| バニーアティーヤ 22分 | レポート | アッ＝ドゥーニー 62分, 82分 |

| アル・サダーカ・ワル・サラーム・スタジアム（クウェートシティ） 観客数: 3,000人 主審: コ・ヒョンジン |

### 各組2位チーム
各グループ2位チームのうち、成績最上位のチームのみが準決勝に進出する。
| 組 | チーム     | 試 | 勝 | 分 | 敗 | 得 | 失 | 差 | 点 |
| -- | ---------- | -- | -- | -- | -- | -- | -- | -- | -- |
| C  | イラク     | 2  | 1  | 1  | 0  | 2  | 1  | +1 | 4  |
| A  | クウェート | 2  | 1  | 0  | 1  | 2  | 3  | −1 | 3  |
| B  | イラン     | 2  | 0  | 2  | 0  | 0  | 0  | 0  | 2  |

## 決勝トーナメント
|  | 準決勝      | 準決勝   |          |            | 決勝 | 決勝 |
|  |             |          |          |            |      |      |
|  | 12月18日    |          |          |            |      |      |
|  | オマーン    | 0        |          |            |      |      |
|  | イラク      | 2        |          |            |      |      |
|  |             |          | 12月20日 |            |      |      |
|  | イラク      | 0        |          |            |      |      |
|  |             | シリア   | 1        |            |      |      |
|  |             |          |          |            |      |      |
|  | 3位決定戦   |          |          |            |      |      |
|  | 12月18日    | 12月18日 | 12月20日 | 12月20日   |      |      |
|  | バーレーン  | 1 (3)    | オマーン | 1          |      |      |
|  | シリア (PK) | 1 (4)    |          | バーレーン | 0    |      |

### 準決勝
| 2012年12月18日 17:30 |

| オマーン | 0 - 2    | イラク                           |
|          | レポート | ラーディー 6分 · ヤーシーン 39分 |

| アリー・サバーハ・アッ＝サーリム・スタジアム（ジャリーブ・アッ＝シュユーフ） 観客数: 500人 主審: モハメド・アブドゥッラー・ハッサン・モハメド |

| 2012年12月18日 19:30 |

| バーレーン                     | 1 - 1 (延長) | シリア                                              |
| アッ＝サーフィー 67分          | レポート     | アッ＝ドゥーニー 72分                               |
|                                | PK戦         |                                                     |
| Husain Moosa Saad Tayeb Salman | 2 - 3        | アッ＝サーリフ アッ＝ドゥーニー Jafal Khadouj Habib |

| アル・サダーカ・ワル・サラーム・スタジアム（クウェートシティ） 観客数: 6,000人 主審: アリー・シャアバーン |

### 3位決定戦
| 2012年12月20日 16:10 |

| オマーン      | 1 - 0    | バーレーン |
| サイード 68分 | レポート |            |

| アリー・サバーハ・アッ＝サーリム・スタジアム（ジャリーブ・アッ＝シュユーフ） 観客数: 100人 主審: バンジャル・アッ＝ドーサリー |

### 決勝
| 2012年12月20日 18:45 |

| イラク | 0 - 1    | シリア              |
|        | レポート | アッ＝サーリフ 75分 |

| アル・サダーカ・ワル・サラーム・スタジアム（クウェートシティ） 観客数: 5,000人 主審: 東城穣 |

## 優勝国
| 西アジアサッカー選手権2012優勝国 |
| -------------------------------- |
| · シリア · 初優勝                |